# Kronotsky
El Kronotsky en ruso Кроно́цкая Со́пка, Kronótskaya Sopka, es un volcán ubicado en Rusia en la península de Kamchatka.

## Geografía

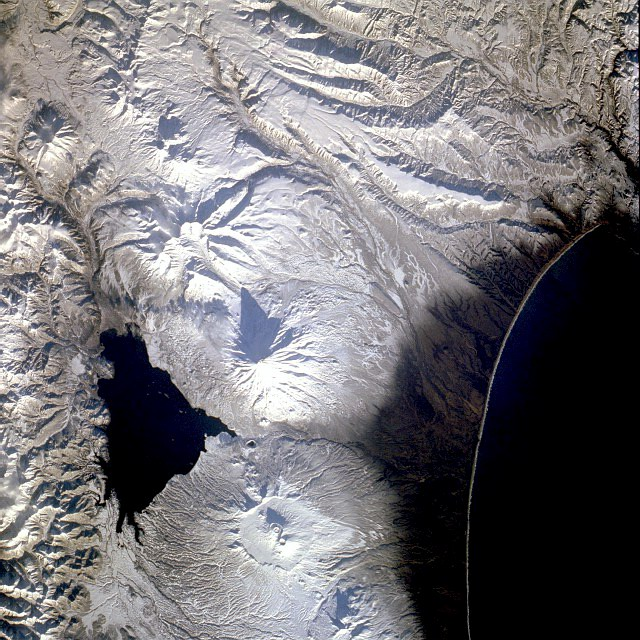
El Kronotsky visto desde el satélite (en el centro).

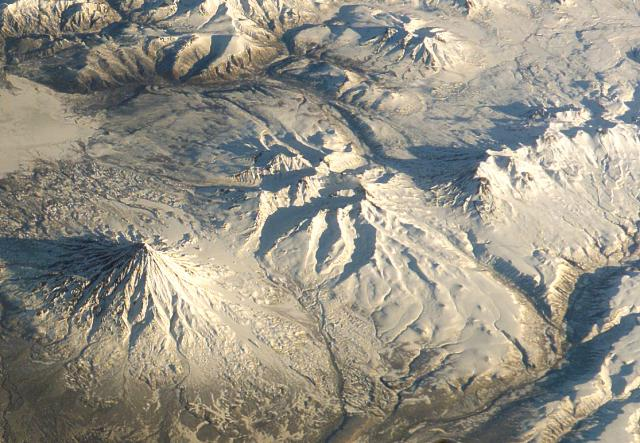
Vista de satélite del Kronotsky (abajo a la izquierda).

El Kronotsky se encuentra ubicado en Rusia en el este de la península de Kamchatka. Está rodeado por el lago Kronótskoye, el mayor de Kamchatka, al oeste; por el volcán Krashenínnikov al suroeste, por el río Lístvenichnaya que va desde el lago Kronotsky al océano Pacífico al sureste y por la cadena volcánica Gamchen al noreste. La ciudad de Bogachiovka se encuentra al noreste, la de Kronoki al este - sureste, la de Zhupánovo al sur - suroeste y la ciudad de Petropávlovsk-Kamchatski a más de doscientos kilómetros al suroeste.
La montaña tiene la forma de un cono simétrico de diecisiete kilómetros de ancho con las pendientes regulares cortadas por valles de doscientos metros de profundidad, formando un sistema hidrográfico radial. Uno de estos valles, en el lado norte del volcán, está ocupado hasta los  900 metros de altitud por un glaciar que comienza en la cima del volcán. Esta cumbre llega a una altitud de 3528 metros y está formada por un cuello de lava basáltica -andesítica, roca que se encuentra sólo en una pequeña  corriente de lava, mientras que el resto del volcán está formado por lavas basálticas. Este cuello que formó en el fondo del antiguo cráter de la cumbre que fue poco a poco erosionado y cortado.

## Historia
El Kronotsky se formó principalmente desde el final del Pleistoceno hasta el Holoceno de manera que se conocen pocas erupciones. Una de ellas formó el lago Kronótskoye cuando una corriente de lava bloqueó el curso del río Lístvenichnaya al comienzo del Holoceno.

## Anexos